# Temriük
Temriük - Темрюк (rus) és una ciutat del krai de Krasnodar, a Rússia. Es troba a la península de Taman, a la vora dreta del riu Kuban, prop de la seva desembocadura a la mar d'Azov. És a 129 km a l'est de Krasnodar.
Pertanyen a aquesta ciutat els possiolki d'Oktiabrski, Orékhov Kut i Iujni Sklon.

## Història

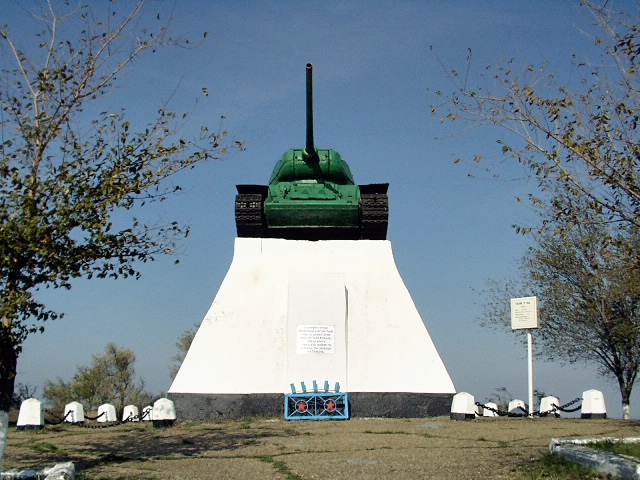
Memorial a la defensa de la ciutat durant la Segona Guerra Mundial.

Temriük està situada prop de l'emplaçament de l'antiga ciutat de Tmutarakan. Al llarg de la història aquest emplaçament ha estat disputat per diverses potències a causa de la seva posició de control sobre la desembocadura del riu Kuban. El 1237 els mongols hi fundaren la primera ciutat allà, després de conquerir la regió del Kuban.
El seu origen conegut es remunta al segle xiv, quan allà s'hi trobava la fortalesa tàtara anomenada Tumnev, que passà a mans genoveses en aquell segle. Fou coneguda amb el nom de Copa fins a la seva ocupació pel Kanat de Crimea el 1483.
Els russos, aliats amb un potentat local, Temriük de Kabarda, conqueriren la vila i hi construïren una nova fortalesa. Els tàtars de Crimea la recuperaren el 1570, i l'anomenaren Adis, ocupació que durà un segle. El segle xviii s'hi establiren els cosacs i l'stanitsa de Temriúkskaia es convertí en la ciutat de Temriük el 1860.
La ciutat fou ocupada per les tropes alemanyes el 24 d'agost del 1942 i fou alliberada per l'Exèrcit Roig el 27 de setembre del 1943.

## Demografia
| 1897   | 1926   | 1939   | 1959   | 1970   | 1979   |
| ------ | ------ | ------ | ------ | ------ | ------ |
| 14.500 | 15.900 | 23.200 | 22.000 | 23.200 | 31.900 |
| 1989   | 1996   | 2002   | 2007   | 2010   | 2014   |
| 33.200 | 36.100 | 36.118 | 36.000 | 38.046 | 38.780 |